# 자코바이트
자코바이트(영어: Jacobite 재커바이트 / 자코바이트[*])는 1688년 영국에서 일어난 명예혁명의 반혁명 세력의 통칭이다. 그들은 추방된 스튜어트 왕조의 제임스 2세와 그 직계 남손을 정통 국왕이기 때문에 복위를 지지하며 정권을 동요시켰다. 자코바이트의 어원은 ‘제임스’(James)의 라틴어 이름인 야코부스(Jacobus)에서 나온 것이다.

## 개요
비록 내란이 끝났지만 17세기 후반은 여전히 잉글랜드, 스코틀랜드, 아일랜드 왕국에서는 정치적, 종교적 혼란의시기였다. 잉글랜드 연방은 찰스 2세의 왕정복고와 함께 끝났다. 그의 치하에서 잉글랜드 성공회와 스코틀랜드 성공회가 재정비되었다.
1685년 찰스 2세가 고지혈증 의심과 노년이 되어 결국 사망을 하였다. 후임은 동생 제임스 2세가 우선적으로 왕으로 부임하였다.
1688년 명예혁명과 그 체제는 제임스 2세를 프랑스로 추방했다. 제임스 2세의 딸 메리와 남편이었던 네덜란드 총독 빌렘 3세(제임스 2세의 조카)가 네덜란드로 초빙해 메리 2세를 윌리엄 3세와 결혼시켜 즉위시켰다. 이에 따라 의회가 왕위 계승권을 1701년 왕위계승법에 의해 규정하려고 했다.
그러나 신하인 의회가 왕위 계승을 입에 담는다는 것은 당시로서는 혁신적인 제도였으며, 반감을 가진 사람이 많았다. 의회는 잉글랜드 국교회가 주류인 개신교 국가였지만, 제임스 2세는 가톨릭 교도였다는 것, 또한 당시 비 국교회 신도가 정부 관직에 진출이 금지되어 있다는 것을 이유로 내세워, 왕의 국외 추방과 의회가 왕위 통제를 하는 것이 정당한가에 대해 의문을 갖는 풍조도 있었다.
이런 의문을 가진 사람들 사이에 온도차는 있었지만, 특히 제임스 2세와 그의 적자(남계 후손)를 영국 왕으로 복위시켜야 한다고 제임스를 지지한 사람들을 자코바이트라고 불렀다. 또한 그들이 취한 정치적, 군사적 행동은 자코바이트 운동이라고 불렸다.
자코바이트는 명예혁명 이후 반세기 동안 국왕 암살 미수 사건이나 반란을 일으켜 그들의 운동은 명예혁명 체제에 대한 심각한 위협이 되었고, 때로는 정권을 동요시켰다. 그러나 운동은 점차 용두사미가 되어 갔고, 로버트 월폴 등 휘그당의 정략으로 인해 열매를 맺지 못했다.

## 자코바이트의 지원 세력
명예혁명 후 왕위 계승은 세습에 의해 보호되어야 하며, 의회가 왕위 계승에 참여해서는 안 된다는 생각은 여전히 뿌리깊었다. 이러한 이데올로기는 영국 내외에서 일정한 지지를 얻었고, 제임스 2세와 그의 후손이 핵이 되었다. 자코바이트는 특히 스코틀랜드와 프랑스에서 강한 잉글랜드를 외부에서 엿보는 형태가 많았다. 여기에서는 잉글랜드, 스코틀랜드, 아일랜드, 그리고 영국 이외의 자코바이트와 지원 세력의 이데올로기 등에 대해 언급한다.

### 잉글랜드 자코바이트
잉글랜드 내에서 자코바이트가 고도로 조직화된 적은 별로 없었지만, 윌리엄 3세나 메리 2세 두 군주보다 제임스 2세를 여전히 지지하는 목소리도 있었다. 특히 보수파인 토리당에 많았다고 하는데 그들 중에서도 공공연히 자코바이트라고 천명하는 사람, 틈새에 끼어서 고민하는 사람, 명예혁명을 지지하는 사람 등 다양한 반응으로 엇갈렸다.
이것은 토리가 세습 군주 정부의 원칙을 존중했으며, 이런 의미에서 적자 상속을 주장하는 자코바이트의 입장과 가까웠기 때문이다. 한편 토리는 국교회를 유지해야 한다는 성격도 겸비하고 있었기 때문에, 가톨릭 신자인 제임스를 왕으로 모시는 것에 대한 의문도 있었다. 그러나 의회의 반대 세력인 휘그당의 로버트 월폴이 추진한 ‘자코바이트는 위험 분자’라는 캠페인으로 국제 정세에서 공공연히 자코바이트라고 칭하는 것은 점차 정치 생명을 위험에 노출시키는 행위가 되었다.
또한 이들과는 별개로 그때그때의 체제에 불만을 가진 자와 실지 회복을 원하는 사람이 휘그당, 토리당에 관계없이 망명한 스튜어트 가문에 희망을 걸고 자코바이트를 악용하는 사례도 있었다.

### 스코틀랜드, 아일랜드 자코바이트
자코바이트의 최대 지지 기반은 스코틀랜드, 특히 스코틀랜드 고지였다. 원래 스코틀랜드는 잉글랜드와의 뿌리 깊은 대립 의식이 있었을 뿐만 아니라, 스튜어트가 스코틀랜드 출신이라는 이유도 스코틀랜드인이 제임스에게 공감했다. 특히 1707년에 비준된 잉글랜드-스코틀랜드 연합법은 역사적, 종교적 갈등을 억제하고, 경제적 이익을 우선시 한 것이지만, 곧 스코틀랜드 측이 기대한 만큼의 이익을 나지 않자 잉글랜드에 대한 불만이 높아지고 있었다. 1715년의 반란에서 존 어스킨 백작이라는 지도자를 얻어 스코틀랜드의 대부분이 반란군의 손에 떨어졌다.
한편 아일랜드에서는 종교적 측면에서 제임스를 지지했다. 청교도 혁명 이후, 아일랜드는 소수의 국교회 신자가 다수의 가톨릭 신자를 지배하는 구도가 성립되었고, 가톨릭에 대한 종교적 관용을 요구하며 자코바이트가 되는 사람이 적지 않았다. 제임스 2세로부터 아일랜드의 통치를 위임받은 코넬 백작 리처드 탈보트는 가톨릭 지배의 침투와 자코바이트의 확산에 힘쓰며 아일랜드의 대부분을 제압하고, 아일랜드를 자코바이트의 거점으로 바꾸어 갔다.

### 해외 지원
제임스 2세는 가톨릭 교도였다. 따라서 카톨릭 국가이자, 9년 전쟁에서 영국의 적대국이기도 했던 프랑스는 자코바이트를 적극적으로 지원했다. 특히 루이 14세는 이 지원에 열성적이었으며, 그의 통치 기간에 자코바이트 운동은 절정을 이루었다. 루이 14세 사후에는 자코바이트는 스튜어트가에 냉담해진 프랑스를 대신하여 이탈리아 여러 도시와 스웨덴, 스페인 등이 뒷받침했다.

## 운동 과정
자코바이트는 프랑스 등 해외 세력의 지지를 받으며 잉글랜드 안팎으로 크고 작은 정치적, 군사적 행동을 일으켜 스튜어트 왕조의 부활을 기도했다. 자코바이트는 프랑스 등 해외 세력의 지지를 받으며 잉글랜드 안팎으로 크고 작은 정치적, 군사적 행동을 일으켜 스튜어트 왕조의 부활을 기도했다. 특히 1715년과 1745년의 반란은 각각 ‘15년 사건’(the Fifteen), ‘45년 사건’(the Forty-Five)이라고 불리며, 잉글랜드 사람들의 기억에 오래 남는 사건이 되었다. 이러한 반란 등으로 17세기 말에서 18세기 전반의 혁명 정부는 적잖이 당황했다. 그러나 1745년의 반란 이후 자코바이트가 조직화되는 일은 거의 없어졌고, 명예혁명이 전복될 위기는 일단 벗어났다.

### 윌리어마이트 전쟁

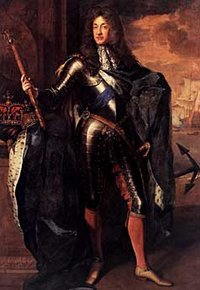
제임스 2세

윌리어마이트 전쟁은 윌리엄 3세와 메리 2세의 공동 통치가 결정된 이틀 후인 1689년 2월 15일에 일어났다. 제임스가 왕위를 되찾기 위해 망명처인 프랑스에서 루이 14세에게 군사를 빌려 난을 일으킨 것이다. 제임스는 아일랜드에 상륙하여 현지의 자코바이트 세력과 합쳐서 순식간에 아일랜드 전역을 석권했다. 이에 따라 5월 5일, 잉글랜드는 대 프랑스 동맹에 참가하고, 프랑스에 선전포고를 한다. 윌리엄 3세는 스스로 군대를 이끌고 1690년 7월 1일 아일랜드 더블린 근처 보인 강에서 제임스 군을 물리쳤다.(보인강 전투) 제임스는 아직 여력을 남겨두고 있었음에도 불구하고 프랑스로 도망치듯 돌아갔고, 아일랜드 각지에서 일어났던 무력 저항도 1691년 10월에 진압되었다.
이후 가톨릭 신자의 공직, 법률직 금지, 토지 소유와 임차도 엄격히 제한되었고, 아일랜드는 몇몇 개신교 세력에 의해 지배되게 되었다. 또한 지금까지 영국은 유럽 대륙의 분쟁에 대해 많이 참여하지 않았지만, 이 전쟁에서 영국이 9년 전쟁에 휘말려 ‘제2차 백년 전쟁’이라고 불리는 대 프랑스 전쟁을 반복하며 유럽의 패권 싸움에 참가하게 되었다.

### 윌리엄 3세 암살 미수 사건 (1696년)
일명 펜윅 음모 사건이라고도 불리는 이 사건은 1696년 당시 9년 전쟁에서 불리한 상황에서 프랑스가 펼친 흑막이었다. 제임스의 서자 베릭 공작이 책임을 부여받고 영국으로 건너가 자코바이트를 조직화하고 쿠데타를 계획했지만, 2월 22일에 음모가 드러나 300명 이상이 체포되었다. 그러나 이 쿠데타에 참가한 자 또는 적극적으로 반대하지 않은 자들 중에는 거물 정치인, 군인 등이 다수 포함되어 있었으며, 명예혁명 체제가 여전히 사상누각임을 각인시켰다.

### 1715년의 반란

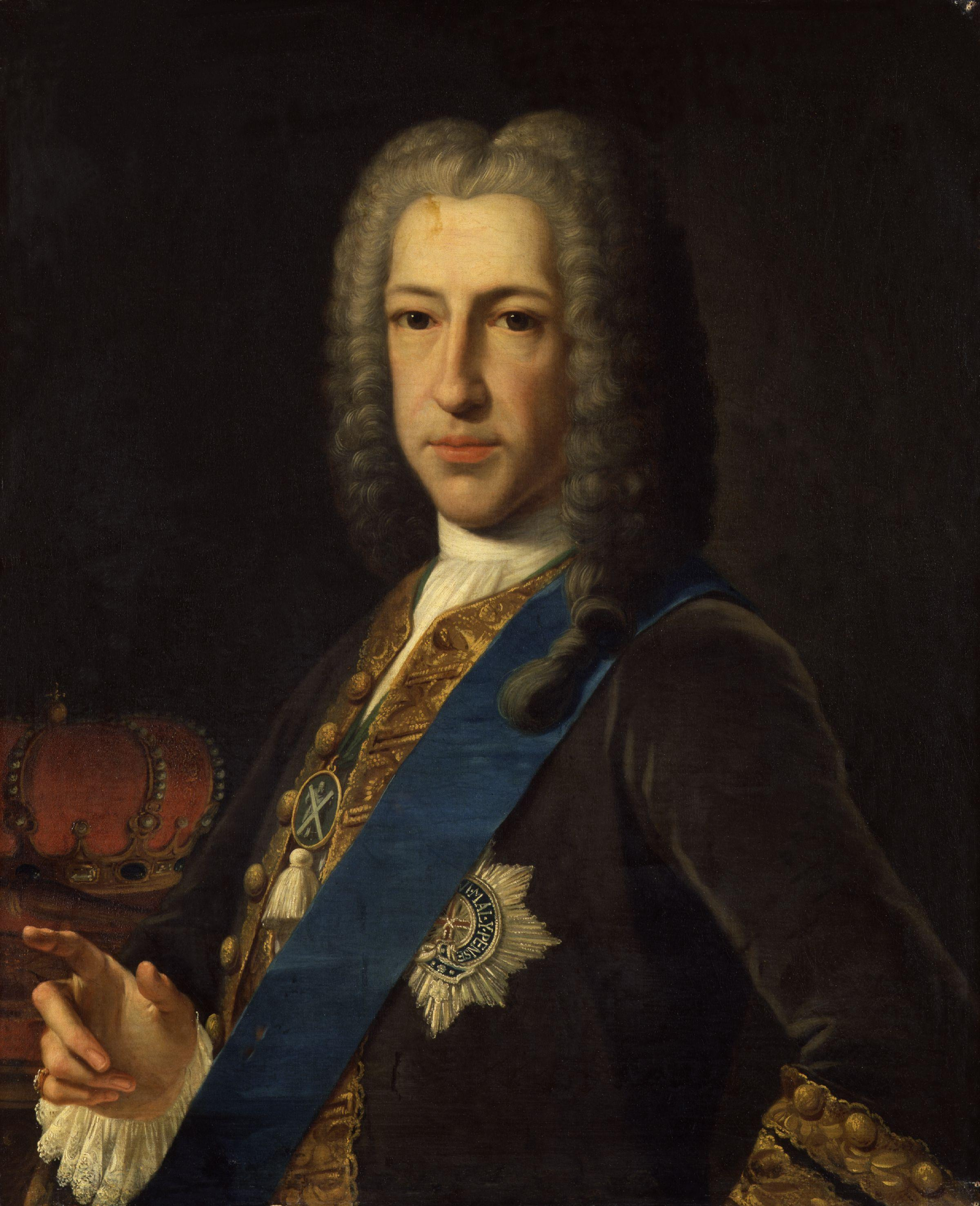
제임스 프랜시스 에드워드

이후 ‘15년 사건’(the Fifteen)이라고도 불릴 정도로 심각한 충격을 주었던 이 무력 봉기는 1714년에 하노버 왕조가 성립되고, 조지 1세가 그레이트 브리튼 왕국의 국왕으로 즉위한 사건에서 시작되었다. 앤 여왕의 죽음에 따라 북부 독일의 유력 제후였던 하노버 왕국의 게오르그 루드비히는 〈왕위계승법〉의 규정에 따라 조지 1세로서 즉위하였다. 그러나 그레이트 브리튼 왕국 전체가 그를 환영하며 받아들인 것은 아니었다. 조지 1세는 확실히 스튜어트 왕가의 혈통을 지니고 있었지만 (외할머니 엘리자베스가 앤의 증조부 제임스 1세의 딸 앤과는 또 6촌) 제임스 2세와 5촌간이며, 제임스 2세의 아들 제임스 프랜시스 에드워드(자칭 제임스 3세)가 살아있다는 사실도 그레이트 브리튼 왕국을 어수선하게 했다.
버밍엄과 옥스포드 등지에서 민중 폭동이 일어났고, 또한 1715년 총선에서 승리한 휘그당은 그때까지 집권했던 토리에 대한 가혹한 탄압을 했다. 여기에는 1713년의 〈위트레흐트 조약〉이 그레이트 브리튼 왕국에 경제적 이익을 주긴 했지만, 동맹국인 독일 여러 나라와 네덜란드를 배척하는 행위기도 했기에 조지 1세가 토리를 신뢰하지 않았다는 측면도 있다.
이러한 움직임 속에서 스코틀랜드가 조지 1세에게 충성을 맹세했음에도 불구하고 국무 장관에서 해임된 존 어스킨 백작이 1715년 9월 6일에 거병했다. 토머스 포스터가 북부 잉글랜드의 워크워스에서 10월 6일에 봉기하며 뒤를 이었다. 백작의 군대는 스코틀랜드의 대부분을 순식간에 장악했다. 정부군 장군 아가일 공작 존 캠벨이 11월 13일 쉐리프뮤어 전투에서 패배하여 병참이 바닥이 났지만, 11월 14일 포스터가 정부군에 포위되어 항복했다. 이렇게 점차 사태는 정부군 유리하게 전개되었다. 제임스 프랜시스 에드워드는 12월 13일에 스코틀랜드에 상륙했을 때에는 의기양양했지만, 결국 이듬해 2월 4일 아무것도 못하고 프랑스로 도망갔다.

### 애터베리 음모 사건 (1722년)

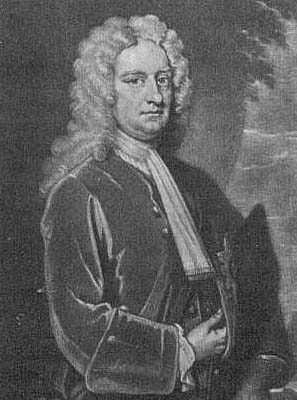
선더랜드 백작

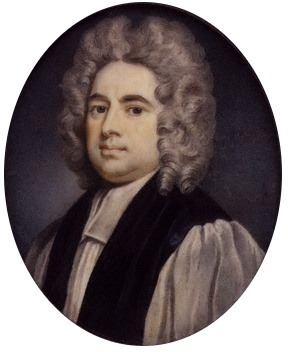
애터베리 주교

1722년의 애터베리 음모 사건은 남해 거품 사건으로 명망을 잃은 전직 제1대장경 선더랜드 백작 찰스 스펜서, 로체스터 주교 프란시스 애터베리 등이 중심이 된 자코바이트에 의한 쿠데타 계획이다. 이 계획은 사전에 정권 측에 누설되어 계획 단계에서 무산되었다. 이에 따라 로버트 월폴을 비롯한 휘그당의 우월은 결정적이 되었고, 토리 의원 등의 자코바이트는 공공연히 스튜어트 왕조를 지지하는 것을 자제하게 되었다.
남해 거품 사건의 책임 추궁으로 물러난 선더랜드 백작은 1721년에 제1대장경(당시 총리에 해당)을 사임할 수밖에 없었다. 대신하여 사후 처리에 수완을 발휘한 로버트 월폴이 정권을 차지하게 되었다. 자신의 복권을 목표로 선더랜드는 그 뒷받침으로 스튜어트와 자코바이트를 선택했고, 프랜시스 애터베리 등과 접촉했다. 그리고 그 계획은 1722년에 실행할 기회를 맞이했다. 총선을 실시하여 의회가 해산되고 조지 1세가 하노버에 숙박 중이었다. 그러나 이 계획은 프랑스에서 정보가 누설된 후, 1722년 4월 19일 선더랜드가 ‘원인 불명의 급사’를 하면서 그의 저택에서 쿠데타에 관한 문서가 발견됐다. 이것으로 쿠데타 계획은 좌절되었다.
그 결과 영국 역사상 최대의 마녀사냥 중 하나라고 일컬어지는 대규모의 강권적인 자코바이트 사냥이 진행되었고, 프란시스 애터베리 등 고위직 핵심 인물은 국외로 추방되었고, 가톨릭은 무거운 세금을 부과받았다. 일련의 수사에 의한 가혹한 고문은 스튜어트 왕가에 동정적이었던 토리 의원들을 공포로 몰아넣기에 충분했다. 이후 적어도 잉글랜드 내에서 자코바이트임을 공언하는 사람은 전무했다. 또한 이 사건 이후 토리는 자코바이트로 간주되었고, 휘그당 대 토리라는 의회의 대립 구도가 점차 희미해졌고, 왕정복고 이후 존재했던 궁정 대 지방이라는 대립 구도가 존재감을 더해갔다.

### 1745년의 반란

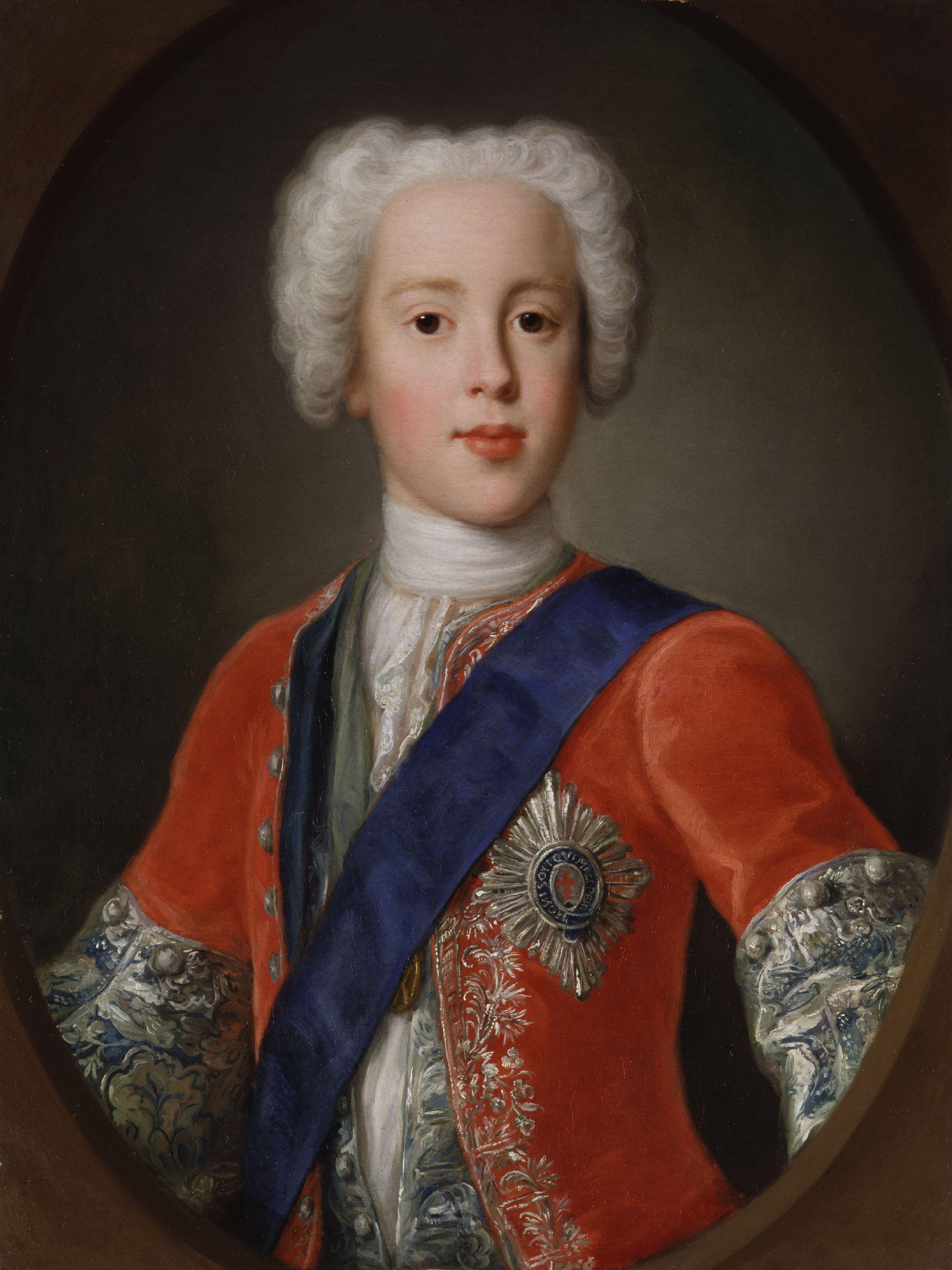
찰스 에드워드 스튜어트

1745년의 반란은 한편으로는 자코바이트의 마지막 도전이었다. 오히려 중요한 측면은 당시 영국과 교전을 벌이고 있던 프랑스가 자코바이트와 제임스 프란시스 에드워드의 아들 찰스 에드워드를 이용한 공작이었다는 점이다. 이 반란의 실패로 스튜어트 무리와 그들을 지지하는 자코바이트는 완전히 정치적 명맥이 끊어졌고, 이후 자코바이트는 역사의 무대에서 모습을 감추게 되었다.
‘월폴의 평화’가 1739년 발발한 젱킨스의 귀 전쟁(오스트리아 왕위 계승 전쟁, 1740년)으로 깨지면서 월폴 자신도 1742년에 사임했다. 정권은 윌밍턴 백작 스펜서 컴튼(질병으로 실질적인 지도자는 존 카터렛)으로 이전되었다가 이듬해인 1743년에 컴튼이 사망하자 헨리 펠럼으로 전환되었다. 펠럼을 지지하는 월폴의 정치적 영향력은 건재했고, 국왕 조지 2세의 신뢰를 받지는 못했지만, 어떻게든 정권 운영은 가능했다. 그러나 1745년 3월 18일 월폴이 사망하면서 펠럼의 정치적 지위가 위태로워지면서 도처에서 반란이 일어났다.

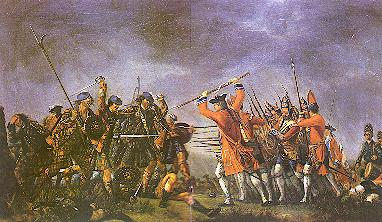
컬로든 전투

루이 15세의 도움을 받아 같은 해 7월에 스코틀랜드에 상륙한 찰스 에드워드는 하이랜드의 종족을 규합하여 ‘45사태’(the Forty-Five)라는 내전을 일으켰다. 여전히 자코바이트가 많았던 스코틀랜드에서 찰스의 군대는 우세했지만 잉글랜드에서는 민중의 지지를 얻지 못했고, 12월 6일에 이르러 반란군은 스코틀랜드에 물러났다. 이후에도 정부군과 자코바이트 반군의 전투는 계속되었다. 1746년 4월 16일, 컬로든 전투에서 반란군은 치명적인 패배를 당했고, 찰스도 프랑스로 도주했다. 이 전투에서 부상을 입어 움직일 수 없는 사람까지 몰살한 지휘관이었던 컴벌랜드 공작 윌리엄 오거스터스(조지 2세의 3남)는 ‘도살자’(Butcher)라는 별명을 얻었다.
영국 정부는 이 반란을 무겁게 보았고, 〈1746년 의상법〉 등의 여러 입법을 통해 스코틀랜드의 씨족 제도를 해체했다. 또한 찰스는 프랑스에서 쫓겨나 방탕한 생활에 빠졌다. 이러한 평판이 알려지면서, 자코바이트의 지지를 상실했다. 자코바이트의 스튜어트 왕조 재건의 꿈은 그 핵을 잃고 완전히 맥이 끊어졌다.

## 운동의 결과
자코바이트는 명예혁명을 비판하고, 스튜어트 왕조 부흥을 목적으로 하고 있었지만, 그것이 결과적으로 야당에게 반체제 인사이자 명예혁명 전복을 노리는 자코바이트로 딱지 붙일 수 있는 명분을 초래하여 그들을 봉쇄하였다. 자코바이트로 간주된 토리는 더 이상 월폴 정권에 대항할 수 없었기에 휘그당 대 토리당의 대결의 구도는 더 복잡하게 흘러갔다.

### 휘그당의 정략
1688년에 일어난 명예혁명은 모든 사람들로부터 지지를 받은 혁명은 아니었다. 의회가 왕위 계승 문제까지 간섭하는 것에 대한 정당성에 의문을 표하는 목소리도 작아 않았다. 이러한 담론은 주로 토리 의원들로부터 나왔ㄷ. 또한 잇따른 국내외의 무력 충돌 등 명예혁명 이후 권력 체제는 반석과는 거리가 먼 상태에 있었다. 혁명을 지지하는 사람들은 혁명을 높이고, 반대 세력을 봉쇄할 필요성을 느끼고 있었다.
그래서 정부는 적대국 프랑스 등 가톨릭 세력과 자코바이트를 묶어 영국의 공통의 적이라는 캠페인을 펼쳤다. 특히 월폴은 정적들에게 ‘명예혁명 체제의 전복을 노리는 위험 분자’라는 딱지를 붙이고 이단으로 치부함으로써 20년 이상 장기 집권할 수 있는 안정을 얻었다.
이러한 캠페인은 자코바이트에 동정적이었던 사람들을 변화시켜 갔다. 자코바이트로 간주되면 정치 생명을 위협받았고, 비록 스튜어트 왕가를 동정하더라도 그것을 공언할 수 없게 되어 갔다. 정치인들의 대립축은 명예혁명 체제 대 자코바이트로 어느 것이 더 명예혁명 체제의 충실한 후계자인지를 다투는 도식이 그려졌다. 결과적으로 명예혁명 체제는 강화되었고, 자코바이트의 존재감은 빠르게 사라져 갔다. 그리고 의회의 대립 구도는 ‘휘그당 vs 토리당’에서 ‘궁정 vs 지방’이라는 새로운 구도로 복잡하게 바뀌어 갔다.

### 자코바이트 운동 실패
자코바이트 운동이 성공하지 못한 이유는 첫째, 잉글랜드 사람들이 가톨릭 군주를 계속 거부한 것이다. 자코바이트의 상징인 제임스 프란시스 등은 스튜어트가의 후계자는 가톨릭 신앙을 버리려 하지 않았고, 이러한 태도로 영국에서 지지를 기대할 수 없었고, 자코바이트도 낙담했다. 둘째, 루이 14세 이후 프랑스가 자코바이트를 본격적으로 지원할 열정과 여력이 없었던 것이다. 명예혁명 이후 프랑스는 국지전에서 풍부한 전투 경험을 살려 승리를 거두고 있었지만, 재정 기반이 영국에 비해 훨씬 취약하여 장기전이 전개되자 여력이 없어진 것이다. 이렇게 영국은 미국 독립 전쟁을 제외하고 프랑스와의 ‘제2차 백년 전쟁’에서 대체로 승리를 쟁취할 수 있었다.

## 학문적 의의
명예혁명 연구에서 자코바이트는 단순한 소수의 반동분자로 오랜 경시되는 경향이 있었다. 여기에는 아래에서 제시된 몇 가지 복합적인 원인이 지적되고 있다. 이들은 20세기 중반까지 비판적 검토를 받지 않고 역사 연구의 전제로 받아들여져 왔었다.
- 영국 역사 = 잉글랜드 역사라는 도식이 역사 연구 속에서 전제되고, 자코바이트는 그 바깥에서 활동했다는 점
- 명예혁명이 근대화의 모범적 무혈 혁명이자 세계 역사상 유례없는 쾌거라는 영국인의 자부심이었다는 점
- 명예혁명으로 달성된 정치 체제가 영국의 정치적 안정을 이끌어 내고 그것이 경제 성장을 가져왔다는 전제

이러한 휘그당 사관 등 진보 사관 연구 동향은 루이스 번스타인 네이미어의 의회 연구와 수정주의 학파의 연구에 의해 부정되었다. 네이미어는 영국 의회의 휘그당, 토리당 의회 의원들이 근대적 정당을 이루던 것이 아니라, 은원과 파벌에 영향을 받는 전근대적인 의회였다는 것을 밝혔다. 또한 수정주의 학파는 잉글랜드 역사가 아니라 브리튼, 아일랜드(스코틀랜드, 아일랜드 포함) 역사를 제창하고 보다 포괄적인 역사 연구를 전개했다. 이러한 가운데 자코바이트의 존재가 주목 받기 시작했으며, 그들의 영향력이 컸다는 점과 그리고 혁명이 무혈과는 거리가 멀었고, 불안정한 상황이었던 것으로 밝혀졌다.

## 같이 보기
- 자코바이트의 난